# Йохан II фон Хунолщайн
Йохан II фон Хунолщайн (на немски: Johann II von Hunolstein; * 1374; † сл. 15 февруари 1459) е фогт на замък Хунолщайн в Морбах в Хунсрюк, господар на Цюш/Цуш, барон де Хунолщайн в (Рейнланд-Пфалц).
Той е син на фогт Йохан I фон Хунолщайн († 1396) и съпругата му Елизабет Кемерер фон Вормс († 15 декември 1388), дъщеря на Йохан Кемерер фон Вормс († 1363) и Елизабет фон Роденщайн. Внук е на Хугелин фон Хунолщайн († 1355) и Ида фом Щайн-Каленфелс († ок. 1377), дъщеря на Улрих фом Щайн, господар на Каленфелс († 1344) и Ирмгард фон Хайнценберг († 1363).
Йохан II фон Хунолщайн наследява ок. 1400 г. рицарите фон Меркхайм и родът му притежава след това голямата част от господството Меркхайм.

## Фамилия
Йохан II фон Хунолщайн се жени пр. 25 юли 1421 г. за Шонета Бубес фон Гайшпитцхайм, наследничка на Меркхайм († 1477), дъщеря на Херман Бубес фон Гайшпитцхайм (1346 – 1422) и Аделхайд фон Меркхайм (1363 – 1450). Те имат шест деца:
- Хугел фон Хунолщайн († сл. 1467), женен за Аделхайд фон Дюркхайм († сл. 1476)
- Адам I фон Хунолщайн († 1448), женен пр. 4 авуст 1440 г. за Елизабет фон Хаген, наследничка на Засенхайм († пр. 1476), дъщеря на Йохан фон Хаген († 1444), господар на Котен, и Йохана фон Засенхайм († 1422)
- Мене фон Хунолщайн († сл. 1441), омъжена за Симон фон Гунтхайм († сл. 1441)
- Ида фон Хунолщайн (* ок. 1420; † 1486), омъжена пр. 1441 г. за Дитер (Дитрих) фон Рюдесхайм на Рейн (* ок. 1420; † 1478), син на Фридрих VII фон Рюдесхайм († 1445/1454) и Маргарета фон Райполтскирхен († 1451)
- Йохан фон Хунолщайн
- Хайнрих фон Хунолщайн